# نين معطي
نين معطي روائية فرنسية ولدت عام 1938 في باريس.

## نشأتها
ولدت نين لعائلة تونسية يهودية مستقرة في باريس، إلا أنها أمضت طفولتها في تونس.
كان والدها سيرج (1903-1957) ابنًا لماسوني واشتراكي وأصبح هو نفسه ماسونيا، وكان صحفيًا حرر بكل من جريدتي «تونس الاشتراكية» و «الصباح الصغير» ـ تم القبض عليه بسبب أنشطته المقاومة خلال الحرب العالمية الثانية، وتم ترحيله واحتجازه في معسكر اعتقال ساكسنهاوزن قبل أن يتمكن من الفرار؛ ثم شارك في تحرير باريس قبل لم شمله بأسرته.
أما والدتها أوديت نيي سيماما (1905-1957) فهي من اليهود الأصليين تونس، توانسا، الأمر الذي أعطى زواج والديها طابعًا خاصًا.
نين معطي هي أخت الصحفي سيرج معطي من مواليد عام 1946.
هي عمة الممثل والمخرج فيليكس معطي من مواليد 1990.

## السيرة المهنية
عند عودتها إلى باريس، أصبحت صحفية في الراديو، ثم لمجلة «أل».
كتبت خمسة عشر رواية حتى عام 2008 وأكبر نجاح لها هو كتاب «جميلات تونس» الذي صدر عام 1983.